# Геоид
Геоид (от старогръцки: γῆ – Земя и от старогръцки: εἶδος – вид, буквално – „подобен на Земята“) е еквипотенциалната повърхнина на земното поле на тежестта, за която нормалата (перпендикулярът към повърхнината) във всяка нейна точка съвпада с посоката на силата на тежестта.
Геоидът може да се разглежда като форма на планетата и играе важна роля в геодезията. Тя не може да бъде изразена с прости математически формули. Геоидът е неправилно кълбовидно тяло, което съвсем малко се различава от ротационния елипсоид, т.е. от геометрично тяло, получено от завъртването на елипса около едната ѝ ос. Ето защо на практика формата на Земята се приема за елипсоид, който се нарича земен елипсоид или сфероид.

## Пресмятане
Точната конфигурация на геоида може да бъде установена само чрез изчисления, базирани на измервания на гравитационното поле на Земята. Такива изчисления с висока точност са извършени едва след появата на космическата геодезия в края на XX век и в резултат е установено, че Земята се отклонява от формата на ротационния елипсоид.
Чрез физико-гравиметрични изследвания, проведени в различни точки на земната повърхност, се определят флуктуациите в плътността на Земята; прави се анализ на геопотенциала, а от там и на силовото поле във всяка точка; следи се как варира силата на тежестта според географската ширина. По този начин се създава модел на действителната форма на Земята, наречен най-често „геоид“. Някои автори определят гореописаната повърхност не като „геоид“, а с термина „повърхност на основно ниво“, означаващ повърхност, относно която се измерва височината на нейната физическа повърхност. Самият геоид се определя от тях като триизмерното тяло, ограничено от тази повърхност.

## Средно морско равнище
Съгласно дефиницията за еквипотенциална повърхност, тази на геоида навсякъде е перпендикулярна на отвесната линия. Геоидът приблизително съвпада с повърхността на водата в Световния океан в спокойно състояние, условно продължен под континентите. С други думи, геоидът е формата, която повърхността на океана би приела поради силата на гравитацията и въртенето на Земята, ако нямаше други влияния, като ветрове, приливи и отливи. Разликата между реалното средно морско равнище и геоида може да достигне 1 m, поради разликите в температурата и солеността, атмосферното налягане и др. 